# 阿爾瓦拉多 (明尼蘇達州)
阿爾瓦拉多（英語：Alvarado，/ˈælvəˌreɪdoʊ/ AL-və-RAY-doh）是一個位於美國明尼蘇達州馬歇爾縣的城市。

## 人口
根據2020年美國人口普查的數據，阿爾瓦拉多的面積為0.54平方千米，皆為陸地。當地共有人口388人，而人口密度為每平方千米719人。